# Serie Mundial de Rugby 7 2017-18
La Serie Mundial Masculina de Rugby 7 2017-18 fue la 19.ª temporada del circuito de selecciones nacionales masculinas de rugby 7. El ganador de la pasada temporada fue Sudáfrica.

## Equipos
15 equipos tuvieron estatus permanente:
| América - Argentina - Canadá - Estados Unidos Europa - Inglaterra - Francia - Rusia - Escocia - Gales - España | África - Sudáfrica - Kenia Oceanía - Australia - Fiyi - Nueva Zelanda - Samoa |

España ganó el torneo clasificatorio de Hong Kong 2017 y obtuvo estatus permanente, mientras que Japón descendió de categoría.

## Formato
Cada torneo se disputó en un fin de semana, a lo largo de dos o tres días. Participaron 16 equipos: los 15 de estatus permanente, conocidos como Core teams y un equipo invitado.
Se dividieron en cuatro grupos de cuatro equipos, cada grupo se resolvió con el sistema de todos contra todos a una sola ronda; la victoria otorgó 3 puntos, el empate 2 y la derrota 1 punto.
Los dos equipos con más puntos en cada grupo avanzaron a cuartos de final de la Copa. Los cuatro ganadores avanzaron a semifinales de la Copa, y los cuatro perdedores a semifinales por el 5º lugar.
Los dos equipos con menos puntos en cada grupo avanzaron a cuartos de final de la challenge trophy. Los cuatro ganadores avanzaron a semifinales de la challenge trophy, y los cuatro perdedores a semifinales por el 13.eɽ lugar.

## Calendario
La temporada 2017-18 tuvo un único cambio respecto al de la temporada que terminó, con Hamilton tomando el lugar de Wellington en el seven de Nueva Zelanda, comenzó en Dubái el 1 y 2 de diciembre, visitando diez ciudades en los cinco continentes concluyendo en París el 9 y 10 de junio. Los torneos de Dubái, Australia y Francia se jugaron simultáneamente en las ramas masculina y femenina.
| Torneo         | Estadio                      | Ciudad          | Fecha             |
| -------------- | ---------------------------- | --------------- | ----------------- |
| Dubái          | The Sevens                   | Dubái           | 1-2 de diciembre  |
| Sudáfrica      | Estadio de Ciudad del Cabo   | Ciudad del Cabo | 9-10 de diciembre |
| Australia      | Sydney Football Stadium      | Sídney          | 26-28 de enero    |
| Nueva Zelanda  | Waikato Stadium              | Hamilton        | 3-4 de febrero    |
| Estados Unidos | Estadio Sam Boyd             | Las Vegas       | 2-4 de marzo      |
| Canadá         | Estadio BC Place             | Vancouver       | 10-11 de marzo    |
| Hong Kong      | Estadio Hong Kong            | Hong Kong       | 6-8 de abril      |
| Singapur       | Estadio Nacional de Singapur | Singapur        | 28-29 de abril    |
| Londres        | Estadio de Twickenham        | Londres         | 2-3 de junio      |
| Francia        | Estadio Jean-Bouin           | París           | 8-10 de junio     |

## Torneos
| Torneo                       | Campeón        |
| ---------------------------- | -------------- |
| Seven de Dubái 2017          | Sudáfrica      |
| Seven de Sudáfrica 2017      | Nueva Zelanda  |
| Seven de Nueva Zelanda 2018  | Australia      |
| Seven de Australia 2018      | Fiyi           |
| Seven de Estados Unidos 2018 | Estados Unidos |
| Seven de Canadá 2018         | Fiyi           |
| Seven de Hong Kong 2018      | Fiyi           |
| Seven de Singapur 2018       | Fiyi           |
| Seven de Londres 2018        | Fiyi           |
| Seven de Francia 2018        | Sudáfrica      |

## Resultados
| Copa             | Ganador   | Marcador | Perdedor      | Semifinalistas          |
| ---------------- | --------- | -------- | ------------- | ----------------------- |
| Copa             | Sudáfrica | 24-12    | Nueva Zelanda | 3º: Inglaterra 4º: Fiyi |
| 5º lugar         | Australia | 22-17    | Samoa         | Escocia Kenia           |
| Challenge trophy | Francia   | 21-12    | España        | Argentina Canadá        |
| 13.eɽ lugar      | Gales     | 26-7     | Uganda        | Rusia Estados Unidos    |

| Copa             | Ganador       | Marcador | Perdedor       | Semifinalistas           |
| ---------------- | ------------- | -------- | -------------- | ------------------------ |
| Copa             | Nueva Zelanda | 38-14    | Argentina      | 3º: Sudáfrica 4º: Canadá |
| 5º lugar         | Fiyi          | 26-12    | Estados Unidos | Inglaterra Francia       |
| Challenge trophy | Australia     | 26-7     | España         | Samoa Gales              |
| 13.eɽ lugar      | Kenia         | 24-14    | Uganda         | Rusia Escocia            |

| Copa             | Ganador       | Marcador | Perdedor  | Semifinalistas                   |
| ---------------- | ------------- | -------- | --------- | -------------------------------- |
| Copa             | Australia     | 29-0     | Sudáfrica | 3º: Argentina 4º: Estados Unidos |
| 5º lugar         | Nueva Zelanda | 31-7     | Fiyi      | Inglaterra Kenia                 |
| Challenge trophy | Francia       | 29-12    | Gales     | Samoa Rusia                      |
| 13.eɽ lugar      | Canadá        | 14-12    | Escocia   | España Papúa Nueva Guinea        |

| Copa             | Ganador        | Marcador | Perdedor  | Semifinalistas                  |
| ---------------- | -------------- | -------- | --------- | ------------------------------- |
| Copa             | Fiyi           | 24-17    | Sudáfrica | 3º: Australia 4º: Nueva Zelanda |
| 5º lugar         | Samoa          | 19-15    | Kenia     | Inglaterra Escocia              |
| Challenge trophy | Estados Unidos | 31-12    | Argentina | Canadá Papúa Nueva Guinea       |
| 13.eɽ lugar      | Francia        | 19-17    | Gales     | España Rusia                    |

| Copa             | Ganador        | Marcador | Perdedor  | Semifinalistas         |
| ---------------- | -------------- | -------- | --------- | ---------------------- |
| Copa             | Estados Unidos | 28-0     | Argentina | 3º: Fiyi 4º: Sudáfrica |
| 5º lugar         | Nueva Zelanda  | 17-12    | Australia | Inglaterra Kenia       |
| Challenge trophy | Francia        | 26-19    | Canadá    | Gales Escocia          |
| 13.eɽ lugar      | Samoa          | 28-7     | España    | Rusia Uruguay          |

| Copa             | Ganador    | Marcador | Perdedor  | Semifinalistas                   |
| ---------------- | ---------- | -------- | --------- | -------------------------------- |
| Copa             | Fiyi       | 31-12    | Kenia     | 3º: Sudáfrica 4º: Estados Unidos |
| 5.º lugar        | Inglaterra | 31-14    | Australia | Nueva Zelanda Argentina          |
| Challenge trophy | Escocia    | 29-5     | España    | Gales Rusia                      |
| 13.eɽ lugar      | Samoa      | 21-15    | Canadá    | Francia Uruguay                  |

| Copa             | Ganador   | Marcador | Perdedor       | Semifinalistas                  |
| ---------------- | --------- | -------- | -------------- | ------------------------------- |
| Copa             | Fiyi      | 24-12    | Kenia          | 3º: Sudáfrica 4º: Nueva Zelanda |
| 5º lugar         | Argentina | 14-12    | Estados Unidos | España Escocia                  |
| Challenge trophy | Francia   | 33-7     | Canadá         | Australia Rusia                 |
| 13..eɽ lugar     | Gales     | 33-5     | Samoa          | Inglaterra Corea del Sur        |

| Copa             | Ganador        | Marcador | Perdedor  | Semifinalistas               |
| ---------------- | -------------- | -------- | --------- | ---------------------------- |
| Copa             | Fiyi           | 28-22    | Australia | 3º: Inglaterra 4º: Sudáfrica |
| 5.º lugar        | Nueva Zelanda  | 36-17    | Samoa     | Kenia España                 |
| Challenge trophy | Estados Unidos | 26-12    | Canadá    | Gales Escocia                |
| 13.eɽ lugar      | Japón          | 31-24    | Argentina | Rusia Francia                |

| Copa             | Ganador       | Marcador | Perdedor       | Semifinalistas             |
| ---------------- | ------------- | -------- | -------------- | -------------------------- |
| Copa             | Fiyi          | 21-17    | Sudáfrica      | 3º: Irlanda 4º: Inglaterra |
| 5.º lugar        | Nueva Zelanda | 26-5     | Estados Unidos | Australia Canadá           |
| Challenge trophy | Kenia         | 33-19    | Gales          | Argentina Rusia            |
| 13.eɽ lugar      | Samoa         | 34-10    | Escocia        | Francia España             |

| Copa             | Ganador   | Marcador | Perdedor       | Semifinalistas               |
| ---------------- | --------- | -------- | -------------- | ---------------------------- |
| Copa             | Sudáfrica | 24-14    | Inglaterra     | 3º: Nueva Zelanda 4º: Canadá |
| 5.º lugar        | Fiyi      | 28-7     | Estados Unidos | España Irlanda               |
| Challenge trophy | Argentina | 33-26    | Gales          | Francia Australia            |
| 13.eɽ lugar      | Kenia     | 21-20    | Escocia        | Samoa Rusia                  |

## Tabla de posiciones
Cada torneo otorgó puntos de campeonato, según la siguiente escala:
- Copa: 22 puntos al campeón, 19 puntos al subcampeón, 17 puntos al tercero, 15 puntos al cuarto.
- 5.º lugar: 13 puntos al campeón, 12 puntos al subcampeón, 10 puntos a los semifinalistas.
- Challenge trophy: 8 puntos al campeón, 7 puntos al subcampeón, 5 puntos a los semifinalistas.
- 13.er lugar: 3 puntos al campeón, 2 puntos al subcampeón, 1 puntos a los semifinalistas.

| Pos | País               | UAE | RSA | AUS | NZL | USA | CAN | HKG | SIN | ENG | FRA | Puntos |
| --- | ------------------ | --- | --- | --- | --- | --- | --- | --- | --- | --- | --- | ------ |
| 1   | Sudáfrica          | 22  | 17  | 19  | 19  | 15  | 17  | 17  | 15  | 19  | 22  | 182    |
| 2   | Fiyi               | 15  | 13  | 12  | 22  | 17  | 22  | 22  | 22  | 22  | 13  | 180    |
| 3   | Nueva Zelanda      | 19  | 22  | 13  | 15  | 13  | 10  | 15  | 13  | 13  | 17  | 150    |
| 4   | Australia          | 13  | 8   | 22  | 17  | 12  | 12  | 5   | 19  | 10  | 5   | 123    |
| 5   | Inglaterra         | 17  | 10  | 10  | 10  | 10  | 13  | 1   | 17  | 15  | 19  | 122    |
| 6   | Estados Unidos     | 1   | 12  | 15  | 8   | 22  | 15  | 12  | 8   | 12  | 12  | 117    |
| 7   | Argentina          | 5   | 19  | 17  | 7   | 19  | 10  | 13  | 2   | 5   | 8   | 105    |
| 8   | Kenia              | 10  | 3   | 10  | 12  | 10  | 19  | 19  | 10  | 8   | 3   | 104    |
| 9   | Canadá             | 5   | 15  | 3   | 5   | 7   | 2   | 7   | 7   | 10  | 15  | 76     |
| 10  | Samoa              | 12  | 5   | 5   | 13  | 3   | 3   | 2   | 12  | 3   | 1   | 59     |
| 11  | España             | 7   | 7   | 1   | 1   | 2   | 7   | 10  | 10  | 1   | 10  | 56     |
| 12  | Escocia            | 10  | 1   | 2   | 10  | 5   | 8   | 10  | 5   | 2   | 2   | 55     |
| 13  | Francia            | 8   | 10  | 8   | 3   | 8   | 1   | 8   | 1   | 1   | 5   | 53     |
| 14  | Gales              | 3   | 5   | 7   | 2   | 5   | 5   | 3   | 5   | 7   | 7   | 49     |
| 15  | Irlanda            | -   | -   | -   | -   | -   | -   | -   | -   | 17  | 10  | 27     |
| 16  | Rusia              | 1   | 1   | 5   | 1   | 1   | 5   | 5   | 1   | 5   | 1   | 26     |
| 17  | Papúa Nueva Guinea | -   | -   | 1   | 5   | -   | -   | -   | -   | -   | -   | 6      |
| 18  | Uganda             | 2   | 2   | -   | -   | -   | -   | -   | -   | -   | -   | 4      |
| 19  | Japón              | -   | -   | -   | -   | -   | -   | -   | 3   | -   | -   | 3      |
| 20  | Uruguay            | -   | -   | -   | -   | 1   | 1   | -   | -   | -   | -   | 2      |
| 21  | Corea del Sur      | -   | -   | -   | -   | -   | -   | 1   | -   | -   | -   | 1      |

Fuente: World Rugby 
|  | Equipos invitados. |
|  | Equipo descendido. |

| Bandera de Sudáfrica |
| Campeón Sudáfrica    |
| Tercer título        |